# Rally van Griekenland 1978
De Rally van Griekenland 1978, officieel 25th Acropolis Rally, was de 25ste editie van de Rally van Griekenland en de vijfde ronde van het Wereldkampioenschap Rally in 1978. Het was de 57ste rally van het FIA Wereldkampioenschap Rally.

## Resultaten en rangschikking
| Top tien klassement | Top tien klassement | Top tien klassement                 | Top tien klassement                       | Top tien klassement | Top tien klassement | Top tien klassement | Top tien klassement |
| Pos                 | Nr                  | Rijder Navigator                    | Auto Inschrijving                         | Gr                  | Tijd                | Verschil            | Punten              |
| ------------------- | ------------------- | ----------------------------------- | ----------------------------------------- | ------------------- | ------------------- | ------------------- | ------------------- |
| 1                   | 5                   | Walter Röhrl Christian Geistdörfer  | Fiat 131 Abarth Walter Röhrl              | 4                   | 10:00.50            | 0.00                | -                   |
| 2                   | 7                   | Markku Alén Ilkka Kivimäki          | Fiat 131 Abarth Markku Alén               | 4                   | 10:10.54            | + 10.04             | -                   |
| 3                   | 12                  | Shekhar Mehta Yvonne Mehta          | Datsun 160J Shekhar Mehta                 | 2                   | 10:23.36            | + 22.46             | -                   |
| 4                   | 4                   | Harry Källström Claes Billstam      | Datsun 160J Harry Källström               | 2                   | 10:24.01            | + 23.11             | -                   |
| 5                   | 10                  | Achim Warmbold Hans Sylvan          | Opel Kadett GT/E Achim Warmbold           | 2                   | 10:54.19            | + 53.29             | -                   |
| 6                   | 8                   | 'Siroco' Manólis Makrinos           | Lancia Stratos HF Tasos Livieratos        | 4                   | 11:04.17            | + 1:03.27           | -                   |
| 7                   | 16                  | Billy Coleman Jim Porter            | Ford Escort RS1800 Billy Coleman          | 4                   | 11:13.49            | + 1:12.59           | -                   |
| 8                   | 29                  | Evangelos Gallo Andreas Arkentis    | Toyota Celica Evangelos Gallo             | 2                   | 11:36.32            | + 1:35.42           | -                   |
| 9                   | 32                  | Miloslav Zapadlo Jiří Motal         | Škoda 130RS Miloslav Zapadlo              | 2                   | 11:41.23            | + 1:40.33           | -                   |
| 10                  | 20                  | Stasys Brundza Arvydas Girdauskas   | Lada 1600 Stasys Brundza                  | 2                   | 11:44.49            | + 1:43.59           | -                   |
| Niet aan de finish  |                     |                                     |                                           |                     |                     |                     |                     |
| Pos                 | Nr                  | Rijder Navigator                    | Auto Inschrijving                         | Gr                  | KP                  | Reden               | Punten              |
| NF                  | 1                   | Sandro Munari Mario Manucci         | Fiat 131 Abarth Sandro Munari             | 4                   | 17                  | ophanging           | -                   |
| NF                  | 2                   | Ove Andersson Henry Liddon          | Toyota Celica 2000GT Ove Andersson        | 2                   | 42                  | motor               | -                   |
| NF                  | 3                   | Anders Kulläng Bruno Berglund       | Opel Kadett GT/E Anders Kulläng           | 2                   | 15                  | ongeluk             | -                   |
| NF                  | 6                   | Jean-Pierre Nicolas Vincent Laverne | Citroën CX 2400 Jean-Pierre Nicolas       | 2                   | 11                  | ophanging           | -                   |
| NF                  | 9                   | Jean-Luc Thérier Michel Vial        | Toyota Celica 2000GT Jean-Luc Thérier     | 2                   | 26                  | motor               | -                   |
| NF                  | 14                  | Johnny Pesmazoglou Haris Kaltsounis | Opel Kadett GT/E Johnny Pesmazoglou       | 2                   | -                   | koppeling           | -                   |
| NF                  | 15                  | Georg Fischer Harald Gottlieb       | Datsun Sunny Georg Fischer                | 2                   | -                   | -                   | -                   |
| NF                  | 17                  | Iórgos Moschous 'Konstantinos'      | Datsun 160J Iórgos Moschous               | 2                   | 13                  | ongeluk             | -                   |
| NF                  | 18                  | Jean-Paul Luc Bruno Charbonnier     | Citroën CX 2400 Jean-Paul Luc             | 2                   | 21                  | injectie            | -                   |
| NF                  | 21                  | 'Leonidas' Kóstas Fertakis          | Renault 5 Alpine Alexandros Maniatopoulos | 2                   | 34                  | transmissie         | -                   |

#### Statistieken
| Klassementsproeven    | Klassementsproeven |               | Leiders | Leiders |
| Rijder                | Aantal             | Rijder        | KP      |         |
| Walter Röhrl          | 21                 | Walter Röhrl  | 1       |         |
| Markku Alén           | 13                 | Sandro Munari | 2-5     |         |
| Ove Andersson         | 6                  | Markku Alén   | 6       |         |
| Shekhar Mehta         | 4                  | Sandro Munari | 7-11    |         |
| Sandro Munari         | 4                  | Markku Alén   | 12-16   |         |
| Tassos Livieratos     | 3                  | Walter Röhrl  | 17-54   |         |
| Jean-Luc Thérier      | 3                  |               |         |         |
| Harry Källström       | 1                  |               |         |         |
| Anastasios Markouizos | 1                  |               |         |         |

### Constructeurskampioenschap
| Pos | Constructeur | MON | SWE | KEN | POR | GRE | FIN | CAN | ITA | CIV | FRA | GBR | Pts |
| --- | ------------ | --- | --- | --- | --- | --- | --- | --- | --- | --- | --- | --- | --- |
| 1   | Fiat         | 14  | 14  |     | 18  | 18  |     |     |     |     |     |     | 64  |
| 2   | Ford         |     | 18  | 7   | 16  | 9   |     |     |     |     |     |     | 50  |
| 3   | Opel         | 10  | 12  |     | 13  | 12  |     |     |     |     |     |     | 47  |
| 4   | Porsche      | 18  |     | 16  | 7   |     |     |     |     |     |     |     | 41  |
| 5   | Datsun       |     |     | 16  |     | 16  |     |     |     |     |     |     | 32  |
| 6   | Lancia       | 8   | 12  |     |     | 11  |     |     |     |     |     |     | 31  |
| 7   | Peugeot      |     |     | 18  | 9   |     |     |     |     |     |     |     | 27  |
| 8   | Toyota       |     |     |     | 15  | 6   |     |     |     |     |     |     | 21  |
| 9   | Renault      | 17  |     |     |     |     |     |     |     |     |     |     | 17  |
| 10  | Mercedes     |     |     | 12  |     |     |     |     |     |     |     |     | 12  |
| 11  | Volvo        |     | 10  |     |     |     |     |     |     |     |     |     | 10  |
| 12  | Volkswagen   |     | 9   |     |     |     |     |     |     |     |     |     | 9   |
| 13  | Saab         |     | 8   |     |     |     |     |     |     |     |     |     | 8   |
| 14  | Škoda        |     |     |     |     | 6   |     |     |     |     |     |     | 6   |
| 15  | Mitsubishi   |     |     | 5   |     |     |     |     |     |     |     |     | 5   |
| 16  | Lada         |     |     |     |     | 4   |     |     |     |     |     |     | 4   |